# Tachydromia rhyacophila
Tachydromia rhyacophila är en tvåvingeart som beskrevs av Chvala 1995. Tachydromia rhyacophila ingår i släktet Tachydromia och familjen puckeldansflugor. Inga underarter finns listade i Catalogue of Life.